# SMS Posen

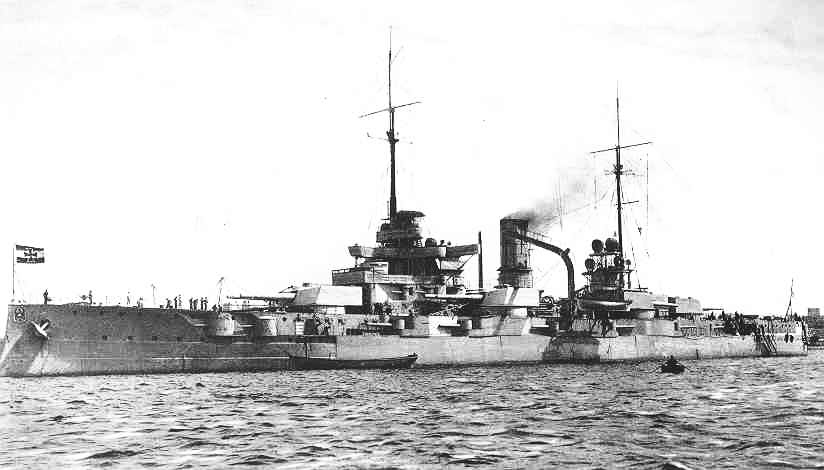
SMS Posen.

SMS Posen var ett av fyra slagskepp av Nassau-klass, de första fartyg av typen dreadnought som byggdes för den tyska kejserliga marinen (Kaiserliche Marine). Fartyget kölsträcktes vid Germaniawerft varvet i Kiel den 11 juni 1907, sjösattes den 13 december 1908, och togs i tjänst i Högsjöflottan den 31 maj 1910. Hon var utrustad med ett huvudsakligt batteri av tolv 28 cm kanoner i sex dubbla torn i ett ovanligt sexkantig arrangemang.
Fartyget tjänstgjorde med hennes tre systerfartyg i merparten av kriget. Hon tjänstgjorde aktivt i Nordsjön, där hon deltog i flera utfall. Dessa resulterade i Skagerrakslaget den 31 maj - 1 juni 1916, där Posen var starkt engagerad i nattstrider mot lätta brittiska styrkor. I de förvirrade nattstriderna körde fartyget av misstag in i den lätta kryssaren SMS Elbing, som fick allvarliga skador och borrades i sank senare under natten.
Fartyget gjorde också flera turer till Östersjön mot den ryska flottan. I det första av dessa, understödde Posen en tysk marinattack i slaget vid Rigabukten. Posen sändes tillbaka till Östersjön 1918 för att stödja Skyddskåren i finska inbördeskriget. I slutet av kriget förblev Posen kvar i Tyskland, medan majoriteten av flottan var internerad i Scapa Flow. År 1919, efter att tyska flottan borrats i sank i Scapa Flow, överläts Posen till britterna som en ersättning för de fartyg som hade sjunkit. Hon överlämnades senare för upphuggning i Nederländerna och skrotades 1922.